# تشن لولو
تشن لولو هي دراجة صينية، ولدت في 25 أغسطس 1997.

## وصلات خارجية
- تشن لولو على موقع الاتحاد الدولي للدراجات (الإنجليزية)
- تشن لولو على موقع أرشيف الدراجات (الإنجليزية)